# Virtua Fighter 2
Virtua Fighter 2 (яп. バーチャファイター2 Ба:тя Файта: Цу:) — видеоигра в жанре файтинга; вторая игра серии Virtua Fighter, разработанная Sega AM2 и выпущенная Sega для аркадных автоматов, в 1994 году.
Благодаря огромной популярности игры, она была портирована на Sega Saturn, Windows, Sega Mega Drive/Genesis, PlayStation 2, Wii (доступна через сервис Virtual Console), PlayStation 3 (посредством PlayStation Network), Xbox 360 (посредством Xbox Live Arcade) и мобильные устройства под управлением iOS. С 2010 года игра доступна в составе сборника SEGA Mega Drive and Genesis Classics для платформ Linux, macOS, Windows, с 2018 — PlayStation 4, Xbox One и Nintendo Switch.

## Геймплей
Система боя в Virtua Fighter 2 идентична предыдущей игре серии. Игрок управляет одним из бойцов, каждый из которых владеет разными боевыми приемами и разными техниками ведения рукопашного боя. В некоторых случаях для победы игроку надо выбросить противника за пределы ринга.
Размеры арены можно корректировать в настройках игры. Кроме того, для персонажей можно регулировать энергию до бесконечности, что дает игроку преимущество, когда начинается бой против искусственного интеллекта. Если размер арены минимален и выбрана бесконечная энергия, то персонажам даётся накопление очков жизни, что может привести к матчу сумо, в котором победа достигается после нокаута соперника.
- Акира Юки (яп. 結城 晶 Ю:ки Акира, англ. Akira Yuki)
- Пай Чан (яп. パイ・チェン, англ. Pai Chan)
- Лау Чан (яп. ラウ・チェン, англ. Lau Chan)
- Вольф Хокфилд (яп. ウルフ・ホークフィールド, англ. Wolf Hawkfield)
- Джеффри МакУайлд (яп. ジェフリー・マクワイルド, англ. Jeffry McWild)
- Каге-Мару (яп. 影丸 Кагэмару, англ. Kage-Maru)
- Сара Брайант (яп. サラ・ブライアント, англ. Sarah Bryant)
- Джеки Брайант (яп. ジャッキー・ブライアント, англ. Jacky Bryant)
- Дюраль (яп. デュラル, англ. Dural)

В Virtua Fighter 2 появились 2 новых персонажа:
- Шунь Ди (яп. 舜帝（シュン・ディ）, англ. Shun Di)
- Лион Рафаэль (яп. リオン・ラファール, англ. Lion Rafale)

## Версии и выпуски
Версия игры для аркадного автомата была выпущена по всему миру в 1994 году. Данная версия имеет кадровую частоту в 60 кадров и высокое разрешение картинки.
Порт Virtua Fighter 2 на Sega Saturn отличался от версии аркадного автомата расширенными аренами и небольшими изменениями в геймплее. Для Японии было выпущено обновление игры, известное как Virtua Fighter 2.1. В ней была улучшена графика игры и доступен как играбельный персонаж Дюраль. Кроме того, Virtua Fighter 2.1 доступен как режим в версии для PC.
Версия для Mega Drive/Genesis была выпущена в 1996 году в США и в 1997 году в Европе. Несмотря на то, что на обложке название игры было указано как Virtua Fighter 2, титульный экран североамериканской версии называет её как Virtua Fighter 2 Genesis, а экран европейской — Virtua Fighter 2 Mega Drive. Данная версия имеет двухмерную графику. Позднее, эта версия игры будет портирована на Wii как часть Virtual Console, iOS и сервис Steam, а также войдёт в сборник Sega Mega Drive Collection для PlayStation Portable и PlayStation 2. 15 декабря 2022 года данная версия была переиздана на Nintendo Switch в рамках сервиса Nintendo Switch Online.
Virtua Fighter 2 с переработанной графикой и изменённым разрешением была выпущена в Японии в 2004 году на приставку PlayStation 2, как часть серии Sega Ages 2500. Однако в этой версии есть незначительные глюки, которые не встречались ранее. Кроме того, в порте отсутствуют режимы «Командный бой» (англ. Team Battle) и «Практика» (англ. Practice).
В ноябре 2012 года состоялся выход игры на платформы Xbox 360 и PlayStation 3, посредством сервисов Xbox Live Arcade и PlayStation Network. В данное переиздание был добавлен режим зрителя и возможность выбора между версией 2.0 и версией 2.1.
В игре Yakuza 5 для PlayStation 3 можно поиграть в полностью портированную версию Virtua Fighter 2. С помощью загружаемого контента в ней также доступен режим двух игроков.

## Саундтрек
Альбом Virtua Fighter 2 Sound Track (яп. バーチャファイター2　サウンドトラック Ба:тя Файта: Цу: Саундоторакку) был выпущен 22 февраля 1995 года лейблами Futureland и Toshiba EMI. В альбом входит 23 композиции. 26 июля 1995 года был выпущен Virtua Fighter 2 Dancing Shadows.
Песни из Virtua Fighter и Virtua Fighter 2 вошли в альбом Virtua Fighter & Virtua Fighter 2 Music Tracks (яп. バーチャファイター&バーチャファイター2 Music Tracks), выпущенный 31 января 1996 года. Музыка была написана композиторами Такаюки Накамурой, Такэнобу Мицуёси и Акико Хасимотой.
| №                   | Название                                        | Длительность |
| ------------------- | ----------------------------------------------- | ------------ |
| 1.                  | «Fencing and Judo ~Begin a New Challenge~»      | 0:59         |
| 2.                  | «Virtua Fighter 2»                              | 1:07         |
| 3.                  | «Man of the Fist»                               | 2:44         |
| 4.                  | «Black Cat Moon»                                | 3:33         |
| 5.                  | «Mountain Hermit Shun Di»                       | 3:13         |
| 6.                  | «Star From Hong Kong»                           | 3:15         |
| 7.                  | «Young Knight»                                  | 2:47         |
| 8.                  | «Fisherman of the Seven Seas»                   | 2:30         |
| 9.                  | «Secret Hiding in the Leaves ~A Heartless Law~» | 2:12         |
| 10.                 | «Escape»                                        | 3:20         |
| 11.                 | «The Woodcutter’s Dirge»                        | 4:08         |
| 12.                 | «Ride the Tiger»                                | 3:22         |
| 13.                 | «Messenger from the Dark ~Dural~»               | 1:39         |
| 14.                 | «Chicago»                                       | 1:52         |
| 15.                 | «Afterimage»                                    | 0:41         |
| 16.                 | «Moment of Eternity (Name Input)»               | 0:50         |
| 17.                 | «Gameover»                                      | 0:18         |
| 18.                 | «Stageclear»                                    | 0:07         |
| 19.                 | «Kyu»                                           | 0:09         |
| 20.                 | «Dan»                                           | 0:11         |
| 21.                 | «Meigin»                                        | 0:16         |
| 22.                 | «Jacky» (Бонусный трек)                         | 3:44         |
| 23.                 | «Sarah» (Бонусный трек)                         | 2:31         |
| Общая длительность: | Общая длительность:                             | 45:28        |

| №                   | Название                                | Текст песни         | Музыка                        | Исполнитель         | Длительность |
| ------------------- | --------------------------------------- | ------------------- | ----------------------------- | ------------------- | ------------ |
| 1.                  | «Dancing Shadow — Sarah»                | Такэси Ёсида        | Такэси Ёсида, Каору Охори     | Юки Такахара        | 4:06         |
| 2.                  | «Believe In Love — Jacky»               | К. Инодзё           | Такэси Ёсида, Каору Охори     | Такэнобу Мицуёси    | 4:36         |
| 3.                  | «Go Beyond That Wave — Jeffry»          | Минако Аояги        | Таканобу Хонда, Каору Охори   | Такэнобу Мицуёси    | 4:05         |
| 4.                  | «Summer Tempest — Akira»                | К. Инодзё           | Ёсио Татано, Каору Охори      | Такэнобу Мицуёси    | 4:33         |
| 5.                  | «Oh, My Shinin’ Star — Pai»             | К. Инодзё           | Ёсио Татано, Каору Охори      | Юки Такахара        | 4:43         |
| 6.                  | «Everyone is a Stranger — Kage»         | Минако Аояги        | Такэси Ёсида, Каору Охори     | Такэнобу Мицуёси    | 3:27         |
| 7.                  | «Chain Reaction — Wolf»                 | К. Инодзё           | Ёсихико Татикава, Каору Охори | Такэси Нисида       | 4:26         |
| 8.                  | «Golden Rain — Lau»                     | К. Инодзё           | Ёсихико Татикава, Каору Охори | Такэнобу Мицуёси    | 4:24         |
| 9.                  | «Winner or Loser — Lion»                | К. Инодзё           | Ёсихико Татикава, Каору Охори | Такэси Нисида       | 4:35         |
| 10.                 | «Embrace the Unreachable Heart — Dural» | Минако Аояги        | Таканобу Хонда, Каору Охори   | Такэнобу Мицуёси    | 3:31         |
| 11.                 | «Confusing Dreams — Shun»               | К. Инодзё           | Ёсихико Татикава, Каору Охори | Такэнобу Мицуёси    | 4:52         |
| Общая длительность: | Общая длительность:                     | Общая длительность: | Общая длительность:           | Общая длительность: | 47:18        |

| №                   | Название                                          | Музыка                                             | Длительность |
| ------------------- | ------------------------------------------------- | -------------------------------------------------- | ------------ |
| 1.                  | «Advertize»                                       | Такаюки Накамура                                   | 0:33         |
| 2.                  | «Game Start»                                      | Такаюки Накамура                                   | 2:34         |
| 3.                  | «Jacky»                                           | Такаюки Накамура                                   | 2:41         |
| 4.                  | «Jeffry»                                          | Такаюки Накамура                                   | 2:09         |
| 5.                  | «Sarah»                                           | Такаюки Накамура                                   | 1:58         |
| 6.                  | «Kage»                                            | Такаюки Накамура                                   | 1:36         |
| 7.                  | «Pai»                                             | Такаюки Накамура                                   | 1:46         |
| 8.                  | «Wolf»                                            | Такаюки Накамура                                   | 1:53         |
| 9.                  | «Lau»                                             | Такаюки Накамура                                   | 1:56         |
| 10.                 | «Akira»                                           | Такаюки Накамура                                   | 2:12         |
| 11.                 | «Ending»                                          | Такаюки Накамура                                   | 0:16         |
| 12.                 | «Name Entry»                                      | Такаюки Накамура                                   | 0:41         |
| 13.                 | «Enbu ~Begin a New Challenge~»                    | Такаюки Накамура, Такэнобу Мицуёси                 | 0:58         |
| 14.                 | «Virtua Fighter 2»                                | Такаюки Накамура                                   | 1:05         |
| 15.                 | «Man of the Fist»                                 | Такаюки Накамура                                   | 2:40         |
| 16.                 | «Black Cat Moon»                                  | Такаюки Накамура, Такэнобу Мицуёси                 | 3:28         |
| 17.                 | «Mountain Hermit Shun Di»                         | Акико Хасимото                                     | 3:09         |
| 18.                 | «Star From Hong Kong»                             | Акико Хасимото                                     | 3:12         |
| 19.                 | «Young Knight»                                    | Такаюки Накамура, Такэнобу Мицуёси                 | 2:45         |
| 20.                 | «Fisherman of the Seven Seas»                     | Такаюки Накамура, Такэнобу Мицуёси                 | 2:23         |
| 21.                 | «A Secret Hiding in the Leaves ~A Heartless Law~» | Такаюки Накамура, Такэнобу Мицуёси                 | 2:10         |
| 22.                 | «Escape»                                          | Такаюки Накамура, Такэнобу Мицуёси                 | 3:19         |
| 23.                 | «Elegy of the Woodcutter»                         | Такэнобу Мицуёси                                   | 3:54         |
| 24.                 | «Ride The Tiger»                                  | Такаюки Накамура, Такэнобу Мицуёси, Акико Хасимото | 3:18         |
| 25.                 | «Messenger from the Dark ~Dural~»                 | Такаюки Накамура                                   | 1:38         |
| 26.                 | «Chicago»                                         | Такэнобу Мицуёси                                   | 1:46         |
| 27.                 | «Jacky ~V.F2 Arrange Version~»                    | Такаюки Накамура                                   | 3:42         |
| 28.                 | «Sarah ~V.F2 Arrange Version~»                    | Такаюки Накамура                                   | 2:35         |
| 29.                 | «Afterimage»                                      | Такэнобу Мицуёси                                   | 0:40         |
| 30.                 | «Eternal Moment»                                  | Такаюки Накамура, Такэнобу Мицуёси                 | 0:47         |
| Общая длительность: | Общая длительность:                               | Общая длительность:                                | 63:44        |

| №                   | Название                                          | Музыка                             | Длительность |
| ------------------- | ------------------------------------------------- | ---------------------------------- | ------------ |
| 1.                  | «Game Start»                                      | Такаюки Накамура, Такэнобу Мицуёси | 2:55         |
| 2.                  | «Jacky»                                           | Такаюки Накамура, Такэнобу Мицуёси | 3:58         |
| 3.                  | «Jeffry»                                          | Такаюки Накамура, Такэнобу Мицуёси | 3:13         |
| 4.                  | «Sarah»                                           | Такаюки Накамура, Такэнобу Мицуёси | 3:05         |
| 5.                  | «Kage»                                            | Такаюки Накамура, Такэнобу Мицуёси | 3:39         |
| 6.                  | «Pai»                                             | Такаюки Накамура, Такэнобу Мицуёси | 3:39         |
| 7.                  | «Wolf»                                            | Такаюки Накамура, Такэнобу Мицуёси | 3:21         |
| 8.                  | «Lau»                                             | Такаюки Накамура, Такэнобу Мицуёси | 3:01         |
| 9.                  | «Akira»                                           | Такаюки Накамура, Такэнобу Мицуёси | 3:26         |
| 10.                 | «Evolution»                                       | Кадзухико Коти, Такаюки Накамура   | 0:53         |
| 11.                 | «Man of the Fist»                                 | Такаюки Накамура, Такэнобу Мицуёси | 2:50         |
| 12.                 | «Black Cat Moon»                                  | Такаюки Накамура, Такэнобу Мицуёси | 3:00         |
| 13.                 | «Mountain Hermit Shun Di»                         | Акико Хасимото, Такэнобу Мицуёси   | 2:37         |
| 14.                 | «Star From Hong Kong»                             | Акико Хасимото, Такэнобу Мицуёси   | 2:33         |
| 15.                 | «Young Knight»                                    | Такаюки Накамура, Такэнобу Мицуёси | 2:59         |
| 16.                 | «Fisherman of the Seven Seas»                     | Такаюки Накамура, Такэнобу Мицуёси | 2:53         |
| 17.                 | «A Secret Hiding in the Leaves ~A Heartless Law~» | Такаюки Накамура, Такэнобу Мицуёси | 2:34         |
| 18.                 | «Escape»                                          | Такаюки Накамура, Такэнобу Мицуёси | 2:50         |
| 19.                 | «Elegy of the Woodcutter»                         | Такэнобу Мицуёси                   | 2:18         |
| 20.                 | «Ride The Tiger»                                  | Такаюки Накамура, Такэнобу Мицуёси | 2:28         |
| 21.                 | «Messenger from the Dark ~Dural~»                 | Такаюки Накамура, Такэнобу Мицуёси | 3:36         |
| 22.                 | «Chicago»                                         | Такэнобу Мицуёси                   | 2:23         |
| 23.                 | «Duralumin»                                       | Такаюки Накамура                   | 0:26         |
| Общая длительность: | Общая длительность:                               | Общая длительность:                | 64:37        |

## Оценки и мнения
| Сводный рейтинг       | Сводный рейтинг                         |
| Агрегатор             | Оценка                                  |
| --------------------- | --------------------------------------- |
| GameRankings          | 92,50 % (SAT) 62,50 % (MD) 75,50 % (PC) |
| Metacritic            | 41/100 (iOS)                            |
| MobyRank              | 91/100 (SAT) 53/100 (MD) 79/100 (PC)    |
| Иноязычные издания    |                                         |
| Издание               | Оценка                                  |
| AllGame               | (авт.) · (SAT) · (MD) · (PC) · (iOS)    |
| EGM                   | 8,25/10 (SAT)                           |
| GamePro               | 5/5 (SAT)                               |
| GameRevolution        | A (SAT)                                 |
| GameSpot              | 4,3/10 (MD) 8,1/10 (PC)                 |
| IGN                   | 3,5/10 (Wii) 4,0/10 (iOS)               |
| Русскоязычные издания |                                         |
| Издание               | Оценка                                  |
| «Магазин игрушек»     | 95 % (SAT)                              |

Версии Virtua Fighter 2 для аркадного автомата, Sega Saturn и ПК получили в основном высокие оценки от критиков. Сайт GamePro оценил версию игры для Sega Saturn в 5 баллов. Такую же оценку поставил и Game Revolution, в своём обзоре сказав, что несмотря на не лучшую работу по портированию игры с аркадного автомата, сайт всё равно советует купить её на приставку Sega Saturn. Он же назвал Virtua Fighter 2 возможно лучшим файтингом на домашней консоли.
Версия игры на Mega Drive/Genesis, и её порты на Virtual Console и iOS получили средние оценки. В обзоре Virtua Fighter 2 для iPhone, IGN резко раскритиковал выбор версии игры, ожидав порт c Sega Saturn, так как планшеты от Apple поддерживают трёхмерную графику. Он раскритиковал и высокую цену игры в версии для Wii, посоветовав купить «более доступные и лучшие варианты файтингов».
В 2012 году сайт GamesRadar поместил Virtua Fighter 2 на 17 место в списке «Лучших игр для Saturn всех времён».
Благодаря хорошим отзывам игры от критиков, игра очень хорошо продавалась. По всему миру было продано более 2 миллионов копий для консоли Sega Saturn (1,7 миллионов в Японии и как минимум 500 000 в США), что делает её самой продаваемой игрой для Sega Saturn.